# Regione di Tarapacá
La regione di Tarapacá (in spagnolo: I Región de Tarapacá) è una delle regioni amministrative del Cile, è chiamata anche I Región.
Confina a nord con la regione di Arica e Parinacota costituita nel 2007 con territori scorporati proprio dalla regione di Tarapacá, a est confina con il dipartimento boliviano di Oruro, a sud con la Antofagasta e a ovest si affaccia sull'Oceano Pacifico.

## Geografia fisica
Il territorio della regione è prevalentemente desertico, si possono distinguere cinque distinte fasce longitudinali con caratteristiche distinte,
- una strettissima (non più di due km) pianura costiera a tratti quasi inesistente e appena sufficiente per ospitare il capoluogo regionale, la città di Iquique
- la Cordillera de la Costa non particolarmente elevata ma molto scoscesa e in grado di mitigare l'influenza oceanica sui territori interni,
- la depressione intermedia, caratterizzata dalla presenza di vaste pianure chiamate pampa, la più famosa delle quali è la Pampa del Tamarugal dalla quale si diparte il deserto di Atacama
- l'area andina, che comprende i due rami della Cordigliera delle Ande, uno orientale che si dirige verso la Bolivia e uno occidentale che attraversa il Cile. La zona montuosa è caratterizzata dalla presenza di alcuni vulcani che superano i 5000 m s.l.m. come il vulcano Isluga, in mezzo alle due catene di rilievi si trova un altopiano con un'altitudine media di 4000 m s.l.m. qui si trovano numerose lagune e salares (vasti depositi di sali residui del prosciugamento di laghi). Quest'area è caratterizzata da una elevata biodiversità e dalla presenza di lama, guanachi, vigogne, alpaca e fenicotteri e da piante come la yareta.

## Storia
Prima del 1883 Tarapacá era una provincia del Perù, alla fine della Guerra del Pacifico venne ceduta al Cile con il Trattato di Ancón.

## Economia
L'attività economica prevalente è quella legata all'estrazione di risorse minerali, fino alla fine del XIX secolo era rilevante l'estrazione di nitrato di potassio che rappresentava la voce principale nelle esportazioni del Cile. In tempi recenti l'attenzione si è rivolta all'estrazione del rame effettuata nelle miniere di Doña Inés de Collahuasi, Quebrada Blanca e Cerro Colorado.
Lo sviluppo delle attività commerciali è stato favorito dall'istituzione di una zona franca, chiamata ZOFRI (Zona Franca de Iquique), nella parte settentrionale della città di Iquique.
Rilevante anche il turismo, nella regione si trovano alcune fra le più visitate spiagge del paese, sono visitati anche gli altopiani e le antiche raffinerie di salnitro di Humberstone e Santa Laura entrate nel 2005 a far parte del patrimonio dell'umanità dell'UNESCO.
Parchi nazionali:
- Parque Nacional Volcán Isluga

## Geografia antropica

### Suddivisioni amministrative
| Provincia    | Capoluogo    | Comune          |
| ------------ | ------------ | --------------- |
| Iquique      | Iquique      | 1 Alto Hospicio |
| Iquique      | Iquique      | 2 Iquique       |
| El Tamarugal | Pozo Almonte | 3 Camiña        |
| El Tamarugal | Pozo Almonte | 4 Colchane      |
| El Tamarugal | Pozo Almonte | 5 Huara         |
| El Tamarugal | Pozo Almonte | 6 Pica          |
| El Tamarugal | Pozo Almonte | 7 Pozo Almonte  |